# Alpiarça

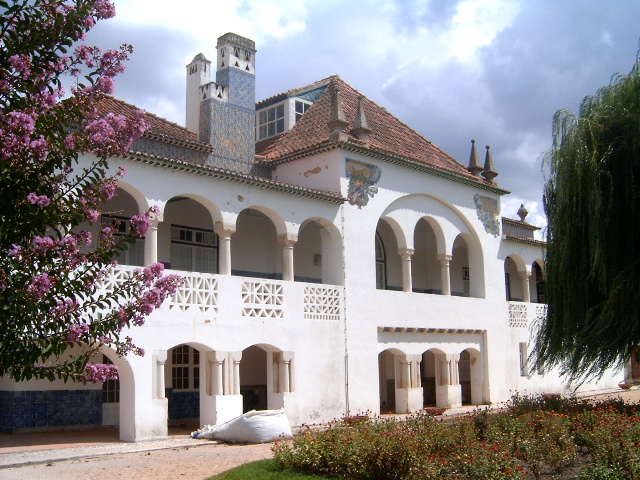
Casa dos Patudos.

Alpiarça es una villa portuguesa perteneciente al distrito de Santarén, en Ribatejo; desde 2002 que está integrada en la região estatística (NUTS II) del Alentejo y subregião estatística (NUTS III) de Lezíria do Tejo; anteriormente era parte de la región de Lisboa y Valle del Tajo. Pertenecía a la antigua provincia de Ribatejo.

## Geografía
Es sede de un pequeño municipio con 94,44 km² de área y 8.024 habitantes (2001), o lo que corresponde a una densidad demográfica de 85,0 h/km². El municipio está limitado al nordeste y el este por el municipio de Chamusca, al sureste y sudoeste por Almeirim y al noroeste por Santarén.

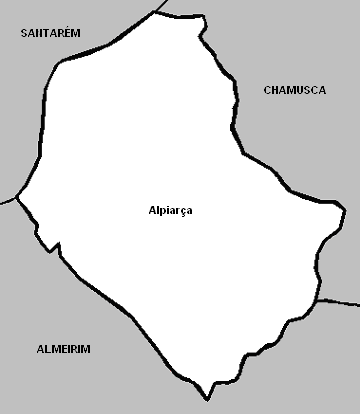
Mapa de Alpiarça

Alpiarça es uno de los cinco municipios de Portugal que poseen una única freguesia, a la que corresponde a la totalidad del territorio del municipio.

## Demografía
| Gráfica de evolución demográfica de Alpiarça entre 1864 y 2021 |
|                                                                |
| Datos según el nomenclátor publicado por el INE portugués.     |

## Patrimonio
- Casa dos Patudos|Casa - Museu dos Patudos, también denominada Casa de José Relvas
- Quinta dos Patudos o Tanchoal dos Patudos
- Cabeço da Bruxa